# European Telecommunications Standards Institute
European Telecommunications Standards Institute (ETSI) är ett oberoende standardiseringsorgan för telekommunikation i Europa. Organisationens medlemmar kommer från drygt 50 länder och utgörs bland annat av nätoperatörer, tjänsteleverantörer,  administrationer, tillverkare, forskningsorgan och användare. ETSI grundades 1988 på initiativ av Europeiska kommissionen.
Exempel på betydelsefulla standarder från ETSI är DECT, GSM, Tetra och UMTS.
Organisationen har sitt huvudkontor i Sophia Antipolis i Frankrike.